# هنا کسبانی کورانی
هَنا کَسبانی کُورانی (۱ فوریه ۱۸۷۰ -؟ فوریه ۱۸۹۸) بانوی نویسنده و ادیب لبنانی بود. «التمدّن الحدیث وتأثیره فی الشرق» و «فارس و حماره» و «زقاق المقلاة» از آثار اوست. او به زبان‌های عربی و انگلیسی می‌نوشت و پیش از ورود به ۲۹ سالگی‌اش درگذشت.

## زندگی
در (۱ فوریه ۱۸۷۰ در کفرشیما در استان جبل لبنان به‌دنیا آمد. خانواده‌اش از کودکی به آموزش و پرورش علمی او همت گماشتند. او را در مدرسه «المرسلین الأمریکان» در زادگاهش ثبت نام نمودند. مدرسه‌اش که دستور زبان‌های عربی و انگلیسی و علوم طبیعی را به شکل نوین درس می‌داد. هنا کسبانی در اوایل سال ۱۸۹۲م به آمریکا به عنوان نمایندهٔ انجمن زنان سوریه برای حضور در کنفرانس علمی زنان در نمایشگاه شیکاگو سفر کرد. در آن همایش به عضویت انجمن سلطنتی زنان در برلین برگزیده شد.
به جز پویایی‌ها در امور زنان، کسبانی به ادبیات و رمان نیز روی آورد. برخی از آثارش که به عربی بود، نشر یافته‌است؛ اما آثار انگلیسی او کمتر مورد توجه بوده‌است. «فارس و حماره» و «زقاق المقلاة» از آثار داستانی اوست. درس‌گفتار او در کنفرانس علمی زنان نیز چاپ شده‌است.